# إدي بوير
إدي بوير (بالإنجليزية: Edie Boyer)‏ هي منافسة ألعاب القوى أمريكية، ولدت في 21 فبراير 1966.

## وصلات خارجية
- إدي بوير على موقع الاتحاد الدولي لألعاب القوى (الإنجليزية)